# Ahron Bregman
Pour les articles homonymes, voir Bregman.
Ahron (Ronnie) Bregman (hébreu : אהרן ברגמן), né en 1958 en Israël, est un politologue, journaliste et écrivain israélien spécialisé dans le Conflit israélo-arabe.

## Histoire
Ahron Bregman est né en 1958 en Israël.
En 1982, durant la guerre du Liban, il est officier d'artillerie à Tsahal et participe à l'opération Litani. Après la guerre, il quitte l’armée pour étudier les relations internationales et sciences politiques à l'Université hébraïque de Jérusalem. Il travaille également comme assistant parlementaire à la Knesset.
En 1988, dans une interview accordée à Haaretz, il déclare qu'il refuserait de servir dans les territoires occupés; il quitte Israël pour s'installer en Angleterre, où il rejoint le Département des études de la guerre au King's College de Londres, où il obtient son doctorat en 1994.

## Publications
Bergman est l'auteur de plusieurs livres et articles sur le conflit arabo-israélien et les relations dans le Moyen-Orient :
- (en) Living and Working in Israel
- (en) Israel's Wars: A History since 1947, 2002, London: Routledge.  (ISBN 978-0-415-28716-6)
- (en) Israel and the Arabs: An Eyewitness Account of War and Peace in the Middle East
- (en) The Fifty Years War: Israel and the Arabs (coécrit avec Jihan El-Tahri)
- Israël et les Arabes: la guerre de cinquante ans (Israël en de Arabieren: De vijftigjarige oorlog en néerlandais ; اسرائيل والعرب : حرب الخمسين عاما en arabe ; 以色列史 en chinois)
- (en) Israel's Wars: 1947-93
- (en) A History of Israel, éd. Palgrave, 30 octobre 2002,  (ISBN 978-0333676325). 344 pages.
- (en) Elusive Peace: How the Holy Land Defeated America
- (en) Cursed Victory: A History Of Israel And The Occupied Territories, Allen Lane et Stated First Edition, 29 juillet 2014,  (ISBN 978-0713997750). 352 pages.

Il est également le coproducteur et le conseiller pédagogique de deux séries télévisées sur BBC : Israël et les Arabes: La guerre de Cinquante Ans et Israël et les Arabes: la paix insaisissable.